# هم‌دمایی

گروهی که شامل پستانداران و پرندگان، هر دو جانوران خونگرم هم‌دمایی (به رنگ قرمز) است، چندتباری است.

هم‌دمایی یا هم‌دماشدن (به انگلیسی: Homeothermy، Homoiothermy) تنظیم حرارتی است که دمای درونی بدن را بدون توجه به تأثیر بیرونی ثابت نگه می‌دارد. این دمای درونی بدن اغلب، هرچند نه لزوماً، بالاتر از محیط نزدیک است (از یونانی ὅμοιος homoios «مشابه» و θέρμη thermē «گرما»). هم‌دمایی یکی از سه نوع تنظیم حرارت در گونه‌های جانوران خون‌گرم است. نقطه مقابل هم‌دمایی، خون‌سردی است.  خون‌سرد، جانداری است که دمای درونی ثابتی را حفظ نمی‌کند، بلکه بر اساس محیط و رفتار فیزیکی خود در نوسان است.